# Aritranis coxator
Aritranis coxator är en stekelart som först beskrevs av Tschek 1871.  Aritranis coxator ingår i släktet Aritranis, och familjen brokparasitsteklar. Arten är reproducerande i Sverige.